# Кольдиц
Кольдиц (нем. Colditz) — город в Германии, в земле Саксония. Подчинён административному округу Лейпциг. Входит в состав района Лейпциг.  Население составляет 9370 человек (на 31 декабря 2010 года). Занимает площадь 33,50 км². Официальный код  —  14 3 83 070.
Город подразделяется на 3 городских района.
Главной достопримечательностью города является замок Кольдиц.

## Фотографии

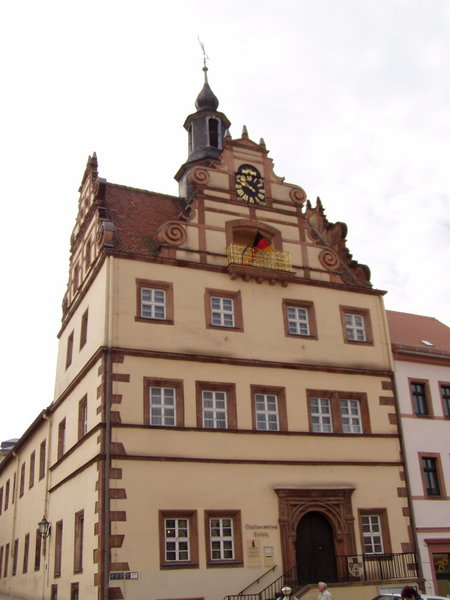
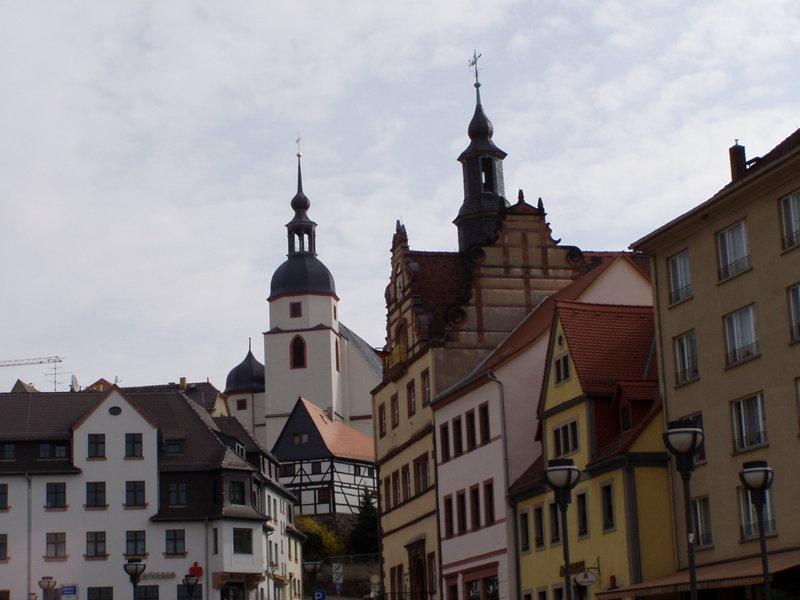
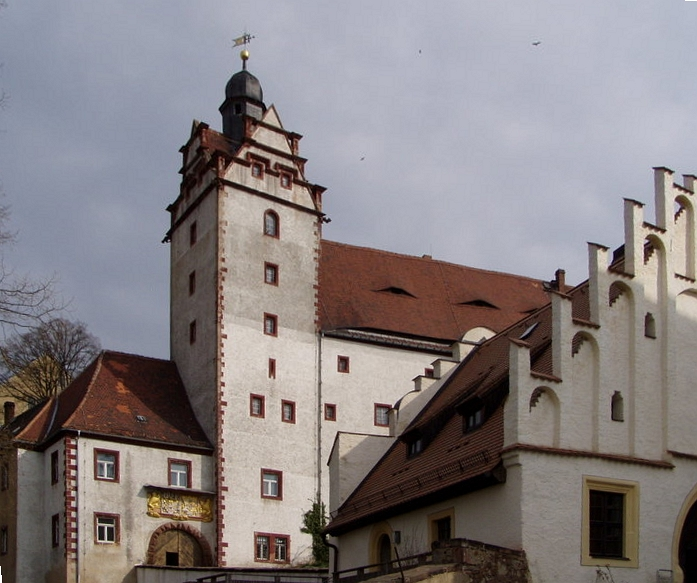
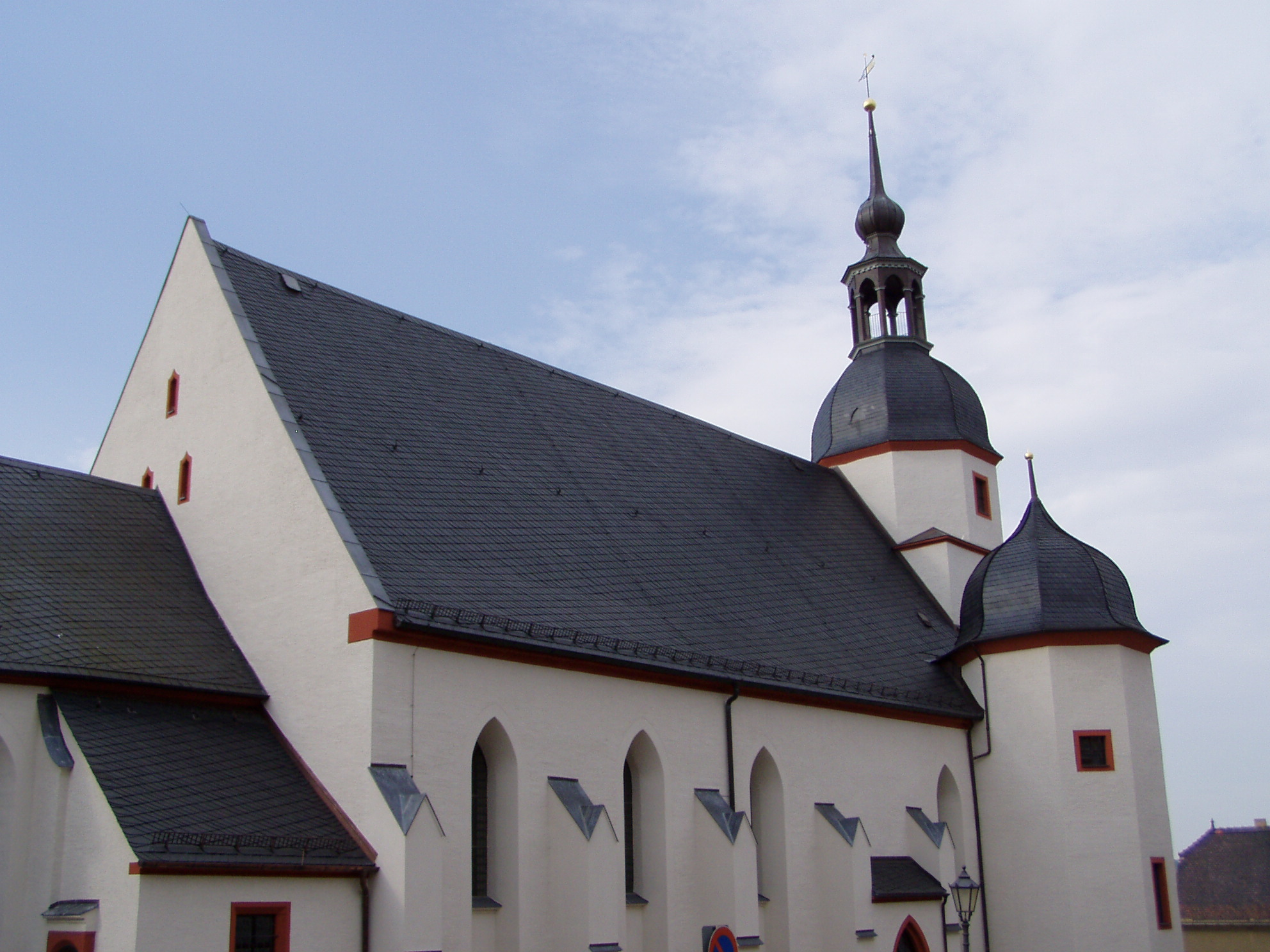